# Président de la Chambre des communes du Royaume-Uni
Pour les articles homonymes, voir Président de la Chambre des communes.
Le président de la Chambre des communes (en anglais : Speaker of the House of Commons) est l'officier qui préside la chambre basse du Parlement britannique.
Le président actuel est Lindsay Hoyle, qui succède à John Bercow le 4 novembre 2019.

## Historique
Formellement, la fonction de Speaker a été créée en 1377, bien qu'elle ait des antécédents au XIIIe siècle. Outre en présider les délibérations, le président de la Chambre des communes devait rapporter les doléances de ses collègues auprès du monarque. On souligne parfois que sept d'entre eux ont été décapités avant 1560 et un huitième a été assassiné, mais seuls trois (John Bussy en 1399, puis dans une moindre mesure Richard Empson et Edmund Dudley en 1510) ont en réalité été exécutés en partie pour leurs actes comme speakers. Quatre anciens speakers, toutefois, ont été tués ou exécutés durant leur participation à la guerre des Deux Roses. Aucun n'a jamais été exécuté ni emprisonné pour avoir porté au monarque les doléances de la Chambre.
Peu à peu, des speakers ont contribué à forger leur indépendance et celle de la Chambre vis-à-vis de la Couronne. C'est le cas d'Arnold Savage au XVe siècle, puis surtout de William Lenthall au XVIIe siècle, célèbre pour avoir déclaré au roi Charles Ier ne pouvoir agir qu'avec l'accord de la Chambre. À son tour, Arthur Onslow au XVIIIe siècle déplaît au Premier ministre Robert Walpole en exerçant sa fonction avec impartialité et en affirmant son indépendance vis-à-vis du gouvernement. La personnalité la plus célèbre à avoir présidé la Chambre des communes est sans doute Thomas More, mais il n'a exercé cette fonction que brièvement en 1523.

## Rôle
Le Speaker préside aux débats de la Chambre des communes en accordant le droit de parole aux députés. Il est également responsable du maintien de l’ordre au cours des séances et peut sanctionner les membres de la Chambre qui n’en respectent pas les règles. Conventionnellement, le président de la Chambre des communes n’est pas partisan et renonce à toute affiliation avec son ancien parti politique lorsqu’il entre en fonction.
Il ne prend pas part aux débats ni aux votes excepté pour éviter les égalités – et parfois sur des sujets qui maintiennent son statut de neutralité – bien qu'il soit autorisé à parler à la Chambre. En plus de ses devoirs liés à la présidence de la Chambre des communes, il lui incombe aussi des fonctions administratives et procédurales : il reste le représentant de sa circonscription en tant que Membre du Parlement (en anglais : Member of Parliament, MP), et il est aussi membre de la Commission de la Chambre des communes (en anglais : House of Commons Commission) et membre ex officio des quatre commissions de détermination des circonscriptions (pour l'Angleterre, l'Écosse, le Pays de Galles et l'Irlande du Nord).
Ne votant que pour départager une égalité, le président doit alors appliquer la « règle du Speaker Denison » et voter en faveur du statu quo, comme l'exige son devoir de neutralité. Plus précisément, la règle indique qu'il doit voter pour la poursuite de débats à la Chambre lorsque cela est possible, et contre toute autre motion n'ayant (par définition) pas l'approbation d'une majorité absolue à la Chambre. Les égalités étant rares, le président n'a eu à voter que quatre fois depuis 1980. En janvier 1980 Bernard Weatherill, qui est alors vice-président mais exerçant la présidence, vote en faveur de permettre à la Chambre de poursuivre ultérieurement les discussions sur la diffusion télévisée des débats à la Chambre, les députés s'étant prononcés à 201 pour et à 201 voix contre,,,. En juin 1990 le vice-président Paul Dean, exerçant la présidence, vote contre (et donc empêche) un amendement à la loi de fertilisation et d'embryologie humaine, amendement qui aurait restreint le droit à un avortement médical tardif,. En juillet 1993 la présidente Betty Boothroyd vote contre un amendement à la loi d'adoption du traité de Maastricht, amendement introduit par l'opposition pour y inclure le « chapitre social » du traité. La motion ayant recueilli autant de voix défavorables (317) que de voix favorables, la présidente explique : « Il ne relève pas de la fonction de la présidence de créer une majorité, sur un enjeu de politique, là où cette majorité n'existe pas ». Enfin, en avril 2019, les députés sont divisés (310 voix de chaque côté) sur une motion qui aurait permis à la Chambre d'ôter au gouvernement le contrôle de l'ordre du jour pour une journée consacrée à l'examen de propositions relatives au Brexit. Le président John Bercow vote contre la motion, expliquant : « Il ne revient pas à la présidence de créer une majorité qui sinon n'existerait pas ».
Le président représente la Chambre dans ses relations avec le roi, la Chambre des lords et les organes non-parlementaires. À l'occasion d'importantes manifestations de l'État (comme, le jubilé d'or de la reine Élisabeth II en 2002), le Speaker présente une Adresse à la Couronne (en anglais : Addresses to the Crown) au nom de la Chambre.
Il a le droit et l'obligation de résider au sein du domaine parlementaire, près de Big Ben.

## Élection
Le président est élu, à la majorité absolue, par la Chambre des communes parmi ses membres. Une élection a lieu après chaque renouvellement général de la Chambre des communes ou après la mort ou la démission du président. Une fois élu, le président reste en fonction jusqu'à la dissolution du Parlement.
Traditionnellement, la Chambre réélit toujours un président qui se représente après son mandat.

## Adjoints
Le président de la Chambre est assisté par trois adjoints, tous élus par la Chambre, dont le plus âgé est président des voies et moyens (en anglais : Chairman of Ways and Means), les deux autres étant respectivement nommés premier et second adjoint du président des voies et moyens.
Normalement, le Speaker ne préside que trois heures par jour, pour le temps restant en séance, l'un de ses adjoints prend la présidence. Pendant le jour du budget (en anglais : Budget Day), lorsque le chancelier de l'Échiquier fait lecture au gouvernement de la politique des dépenses, le président des voies et moyens (c'est-à-dire le vice-président de la Chambre) préside, plutôt que le Speaker.

## Préséance et privilèges
Le président est l'un des plus hauts officiels du Royaume-Uni. Par un ordre en conseil voté en 1919, il se place dans l'ordre de préséance au Royaume-Uni avant tous les individus non-royaux, à l'exception du Premier ministre, du lord chancelier et du lord président du Conseil. En Angleterre et au Pays de Galles, il se place également après les deux archevêques de l'Église d'Angleterre, en Écosse, après le modérateur de l'Assemblée générale de l'Église d'Écosse et en Irlande du Nord, après les archevêques des Églises d'Irlande et Catholique, et du modérateur de l'Assemblée générale de l'Église presbytérienne.
Il bénéficie d'appartements officiels dans le palais de Westminster, et chaque jour avant la séance à la Chambre des communes, lui et d'autres officiels (le Portier, le Sergent d'armes, le Chapelain et le Secrétaire privé du Président) traversent en procession les appartements jusqu'à la Chambre.
Enfin, les présidents sont nommés au Conseil Privé après leur élection. De plus, les actuels et anciens présidents sont autorisés à se faire appeler « Le très honorable » (en anglais : The Right Honourable).

## Démission historique
L'antépénultième président, Michael Martin, entre en fonction en 2000 et est réélu en 2005 à la suite des élections générales. Le 19 mai 2009, Michael Martin annonce sa démission dans le contexte tendu du scandale des notes de frais des membres du Parlement du Royaume-Uni. Sa démission devient effective le 21 juin 2009.
L'un des premiers candidats à sa succession, le démocrate libéral Alan Beith est lui aussi touché par le scandale financier, quand le Daily Telegraph révèle deux jours plus tard qu'il avait réclamé 117 000 £ pour sa résidence secondaire, alors que son épouse, Diana Maddock réclamait quant à elle la somme de 60 000 £ pour la même résidence.
Le successeur de Michael Martin était le conservateur John Bercow, élu au troisième tour le 22 juin 2009. Selon le Daily Telegraph, John Bercow, le premier Speaker issu du parti conservateur depuis 1992, a été impliqué lui aussi dans le scandale des notes de frais des parlementaires britanniques, et souffrirait d'un manque de popularité dans son propre parti.

## Liste des présidents de la Chambre des communes avant 1707
L'institution du parlement émerge au royaume d'Angleterre au long du XIIIe siècle, un premier parlement étant imposé au roi Henri III en 1258. Cette assemblée inaugurale est présidée par Pierre de Montfort. En 1341 le Parlement d'Angleterre est scindé en une Chambre des communes, élue, et une Chambre des lords, réservée à l'aristocratie et au clergé. Le premier à présider ainsi les communes est William Trussell. À partir de 1377, le député qui préside la Chambre des communes est formellement appelé le speaker, car il a pour rôle d'exprimer la volonté de la Chambre auprès du monarque. Les hommes suivants ont exercé la présidence de la Chambre des communes d'Angleterre de 1377 jusqu'aux Actes d'Union de 1707 par lesquelles le royaume d'Angleterre s'unit avec le royaume d'Écosse pour devenir le royaume de Grande-Bretagne. Les archives parlementaires étant incomplètes, on ignore l'identité du speaker pour certaines des législatures du Moyen-Âge.
| Dates                    | Nom                      | Circonscription         | Remarques |
| ------------------------ | ------------------------ | ----------------------- | --- |
| janvier à mars 1377      | Thomas Hungerford        | Wiltshire               | Président du « Mauvais Parlement ». |
| octobre à novembre 1377  | Peter de la Mare         | Herefordshire           | |
| octobre à novembre 1378  | James Pickering          | Westmorland             | |
| janvier à décembre 1380  | John Guildesborough      | Essex                   | |
| 1381-1382                | Richard Waldegrave       | Suffolk                 | |
| février à mars 1383      | James Pickering          | Yorkshire               | |
| 1383-1389                | incertain                |                         | Archives incomplètes. Cette période recouvre le « Parlement admirable » de 1386 et le « Parlement impitoyable » de 1388. |
| 1394-1398                | John Bussy               | Lincolnshire            | Proche du roi Richard II, il contraint la Chambre en 1398 à déléguer tous ses pouvoirs à un comité restraint. Il est exécuté pour trahison en 1399 lorsque le roi est renversé. |
| octobre 1399             | John Cheyne              | Gloucestershire         | Condamné à mort pour trahison en 1397, puis gracié. Élu speaker au parlement convoqué en 1399 pour entériner l'abdication forcée de Richard II, il est vivement contesté par l'Église, qui le soupçonne d'hérésie. Il démissionne presque immédiatement de la fonction. |
| octobre à novembre 1399  | John Doreward            | Essex                   | Premier juriste à exercer la fonction. |
| janvier à mars 1401      | Arnold Savage            | Kent                    | |
| octobre à novembre 1402  | Henry Redford            | Lincolnshire            | Condamné pour meurtre en 1377, puis gracié. |
| janvier à avril 1404     | Arnold Savage            | Kent                    | Dans l'exercice de ses fonctions, il exprime une autonomie significative de la Chambre vis à vis du roi Henri IV. |
| octobre à novembre 1404  | William Sturmy           | Devonshire              | Président du « Parlement ignorant », le roi Henri IV ayant interdit qu'y soient élus des avocats. |
| mars à décembre 1406     | John Tiptoft             | Huntingdonshire         | Fait baron en 1426 : premier speaker à être élevé à la pairie. |
| 1407-1411                | Thomas Chaucer           | Oxfordshire             | Élu speaker à cinq reprises entre 1407 et 1421 (dont les trois premières consécutives). |
| 1412                     | incertain                |                         | |
| mai à juin 1413          | William Stourton         | Dorset                  | Prié par les députés de quitter ses fonctions, officiellement pour raisons de santé mais probablement car il défend insuffisamment leur indépendance vis-à-vis du roi. |
| juin 1413                | John Doreward            | Essex                   | Pour la seconde fois (après 1399), il est élu pour remplacer un speaker démissionnaire. |
| mai 1414                 | Walter Hungerford        | Wiltshire               | Fils de Thomas Hungerford, le premier speaker en 1377. Il préside le « Parlement du feu et des fagots ». Homme d'État, soldat, diplomate, membre du gouvernement de la régence d'Henri VI, il est fait baron en 1426. |
| 1414-1415                | Thomas Chaucer           | Oxfordshire             | |
| novembre 1415            | Richard Redmayne         | Yorkshire               | |
| mars à mai 1416          | Walter Beauchamp         | Wiltshire               | |
| 1416-1419                | Roger Flore              | Rutland                 | |
| 1420-1421                | Roger Hunt               | Bedfordshire            | |
| 1421                     | Thomas Chaucer           | Oxfordshire             | |
| 1421-1422                | Richard Baynard          | Essex                   | |
| novembre à décembre 1422 | Roger Flore              | Rutland                 | |
| 1423-1424                | John Russell             | Herefordshire           | |
| mai à juillet 1425       | Thomas Walton            | Bedfordshire            | |
| février à juin 1426      | Richard Vernon           | Derbyshire              | Préside le « Parlement des battes ». |
| 1427-1428                | John Tyrell              | Hertfordshire           | |
| 1429-1430                | William Allington        | Cambridgeshire          | |
| janvier à mars 1432      | John Tyrell              | Essex                   | |
| mai à juillet 1432       | John Russell             | Herefordshire           | |
| juillet à décembre 1433  | Roger Hunt               | Huntingdonshire         | |
| octobre à décembre 1435  | John Bowes               | Nottinghamshire         | |
| janvier à mars 1437      | John Tyrell              | Essex                   | Démissionne de la fonction pour raisons de santé, et meurt deux semaines plus tard. |
| mars 1437                | William Burley           | Shropshire              | Succède à John Tyrell pour les huit derniers jours de cette législature. |
| 1439-1442                | William Tresham          | Northamptonshire        | |
| février à avril 1445     | William Burley           | Shropshire              | |
| février à mars 1447      | William Tresham          | Northamptonshire        | |
| février à juillet 1449   | John Say                 | Cambridgeshire          | |
| 8 novembre 1449          | John Popham              | Hampshire               | Vétéran de la guerre de Cent Ans, il est élu à cette fonction contre son gré et obtient de la refuser, en raison de problèmes de santé. |
| 1449-1450                | William Tresham          | Northamptonshire        | Inculpé pour des raisons politiques deux mois après avoir quitté ses fonctions, il est assassiné dans des circonstances peu claires en septembre 1450, avant de pouvoir être jugé. |
| 1450-1451                | William Oldhall          | Herefordshire           | Chambellan du duc d'York, Richard Plantagenêt, il est élu speaker peu après le coup de force mené par ce dernier contre le roi Henri VI. Il est déclaré hors-la-loi en 1452 pour son soutien envers le duc. |
| 1453-1454                | Thomas Thorpe            | Essex                   | Destitué en 1454 pour avoir illégalement fait confisquer les biens du duc d'York, Richard Plantagenêt. Il prend part à la guerre des Deux-Roses du côté de la maison de Lancastre, et est fait prisonnier. Il s'évade, déguisé en moine, mais est tué par une foule à Londres en 1461. |
| février à avril 1454     | Thomas Charlton          | Middlesex               | Succède à Thomas Thorpe lorsque celui-ci est destitué. |
| 1455-1456                | John Wenlock             | Bedfordshire            | Fait baron en 1461, il prend part à la bataille de Tewkesbury de 1471 du côté de la maison de Lancastre. Il y est tué par son commandant Edmond Beaufort, duc de Somerset, qui lui reproche leur défaite. |
| novembre à décembre 1459 | Thomas Tresham           | Northamptonshire        | Fils de William Tresham. Préside le « Parlement des démons ». Capturé et exécuté en 1471 à l'issue de la bataille de Tewkesbury, à laquelle il a pris part du côté de la maison de Lancastre. |
| 1460-1461                | John Green               | Essex                   | |
| 1461-1462                | James Strangeways        | Yorkshire               | |
| 1463-1468                | John Say                 | Hertfordshire           | |
| 1469-1471                | incertain                |                         | |
| 1472-1478                | William Allington        | Cambridgeshire          | Petit-fils du précédent speaker du même nom. |
| janvier à février 1483   | John Wood                | Sussex                  | |
| janvier à février 1484   | William Catesby          | Northamptonshire        | Ayant pris part à la bataille de Bosworth de 1485 du côté du roi Richard III, il est capturé et exécuté pour trahison. |
| 1485-1486                | Thomas Lovell            | Northamptonshire        | |
| 1487-1488                | John Mordaunt            | Bedfordshire            | |
| 1489-1490                | Thomas Fitzwilliam       | Yorkshire               | |
| 1491-1492                | Richard Empson           | Northamptonshire        | Ministre et proche conseiller du roi Henri VII, il met en œuvre avec Edmund Dudley une politique d'impôts impopulaire. Dès son accession au trône, Henri VIII les fait condamner à mort sur de fausses accusations de trahison. Les deux hommes sont exécutés en 1510. |
| octobre à décembre 1495  | Robert Drury             | Suffolk                 | |
| janvier à mars 1497      | Thomas Englefield        | Berkshire               | |
| janvier à avril 1504     | Edmund Dudley            | Staffordshire           | Faussement condamné pour trahison et exécuté en 1510 avec Richard Empson (ci-dessus). |
| janvier à février 1510   | Thomas Englefield        | Berkshire               | |
| 1512-1514                | Robert Sheffield         | Lincolnshire            | Emprisonné à la tour de Londres durant les derniers mois de sa vie pour avoir déplu au cardinal Thomas Wolsey, Lord chancelier d'Henri VIII. |
| février à décembre 1515  | Thomas Neville           | Kent                    | |
| avril à août 1523        | Thomas More              | Middlesex               | Auteur de l'ouvrage Utopia. Lord chancelier de 1529 à 1532, il s'oppose à la Réforme anglaise, et est exécuté pour trahison en 1535. |
| 1529-1533                | Thomas Audley            | Essex                   | |
| 1533-1536                | Humphrey Wingfield       | Great Yarmouth          | Il préside le parlement qui adopte l'Acte de suprématie de 1534, instituant l'Église anglicane. |
| juin à juillet 1536      | Richard Rich             | Colchester              | Fait baron en 1547, il est Lord chancelier de 1547 à 1552. Notoire pour son pillage des monastères lors de leur dissolution, il joue un rôle important dans la chute et l'exécution de Thomas More, John Fisher et Thomas Cromwell. Ayant torturé de ses propres mains la poétesse Anne Askew, il est dépeint comme un personnage détestable dans plusieurs œuvres de fiction, dont notamment Un homme pour l'éternité. |
| 1539-1540                | Nicholas Hare            | Norfolk                 | |
| 1542-1544                | Thomas Moyle             | Kent                    | |
| 1545-1552                | John Baker               | Huntingdonshire         | |
| mars 1553                | James Dyer               | Cambridgeshire          | |
| octobre à décembre 1553  | John Pollard             | Oxfordshire             | |
| avril à mai 1554         | Robert Brooke            | Cité de Londres         | |
| 1554-1555                | Clement Heigham          | West Looe               | |
| octobre à décembre 1555  | John Pollard             | Chippenham              | |
| janvier à novembre 1558  | William Cordell          | Suffolk                 | |
| janvier à mai 1559       | Thomas Gargrave          | Yorkshire               | |
| janvier à avril 1563     | Thomas Williams          | Exeter                  | |
| 1566-1567                | Richard Onslow           | Steyning                | |
| avril à mai 1571         | Christopher Wray         | Ludgershall             | |
| 1572-1576                | Robert Bell              | Lyme Regis              | |
| 1581-1583                | John Popham              | Bristol                 | |
| 1584-1587                | John Puckering           | Carmarthen, puis Gatton | |
| février à mars 1589      | Thomas Snagge            | Bedford                 | |
| février à avril 1593     | Edward Coke              | Bedford                 | Juriste de renom, dont l'influence a été considérable sur l'influence du droit anglais. |
| 1597-1598                | Christopher Yelverton    | Northamptonshire        | |
| octobre à décembre 1601  | John Croke               | Cité de Londres         | Il établit le précédent que le speaker ne peut voter lors des délibérations de la Chambre, en raison de son devoir de neutralité. |
| 1604-1611                | Edward Phelips           | Somerset                | |
| avril à juin 1614        | Randolph Crewe           | Saltash                 | Préside le « Parlement stérile », qui ne parvient pas à résoudre le désaccord entre la Chambre et le roi Jacques Ier, les députés s'opposant à la levée de nouveaux impôts. |
| 1621-1622                | Thomas Richardson        | St Albans               | |
| 1624-1625                | Thomas Crewe             | Aylesbury               | Préside le « Parlement heureux » de 1624, au cours duquel les tensions s'amenuisent très partiellement entre Jacques Ier et la Chambre, puis le « Parlement inutile » de 1625, qui tente en vain de restreindre les pouvoirs du nouveau roi Charles Ier. |
| février à juin 1626      | Heneage Finch            | Cité de Londres         | |
| 1628-1629                | John Finch               | Canterbury              | Les députés tentent à nouveau de restreindre l'exercice arbitraire des pouvoirs du monarque, et adoptent la Pétition des droits. Tiraillé entre son devoir d'obéissance au roi et à la Chambre, John Finch est maintenu assis de force par les députés lors du dernier jour de session, avant que le roi ne dissolve l'assemblée. En 1641, les députés tentent de faire inculper Finch pour trahison pour leur avoir désobéi en 1629, et le contraignent à fuir le pays. |
| avril à mai 1640         | John Glanville           | Bristol                 | Préside le « Court Parlement » que Charles Ier convoque pour tenter en vain d'obtenir des fonds pour la guerre contre l'Écosse. Les députés insistent pour mettre en avant leurs prérogatives et critiquer l'administration royale ; le roi dissout l'assemblée. John Glanville soutient avec force la défense des prérogatives du Parlement, mais se range finalement du côté des royalistes durant la Première révolution anglaise, et est emprisonné à la tour de Londres par les parlementaires. |
| 1640-1647                | William Lenthall         | Woodstock               | L'un des plus célèbres à occuper cette fonction, il préside le « Long Parlement », ainsi nommé car les députés refusent au roi le droit de le dissoudre sans leur consentement. Initialement fidèle au roi, William Lenthall en 1642 informe Charles Ier qu'il (le président de la Chambre) ne peut agir qu'en accord avec la volonté de la Chambre. Il se range du côté des forces parlementaires lorsque éclate la Première révolution anglaise (ou Guerre civile anglaise) cette même année. En juillet 1647, les prérogatives du Parlement ayant été transférées de force à l'armée parlementaire, il quitte Londres, emportant avec lui le mace (sceptre) qui symbolise l'autorité de la Chambre.                                                                                         |
| 1644-1645                | Sampson Eure             | Leominster              | Durant la guerre civile, les députés royalistes s'assemblent pour former le « Parlement bâtard d'Oxford » (de janvier 1644 à mars 1645), défiant le Parlement qui siège à Westminster. Sampson Eure est le seul président de cette assemblée à Oxford. |
| juillet à août 1647      | Henry Pelham             | Grantham                | Remplace temporairement William Lenthall durant l'absence de ce dernier. |
| 1647-1653                | William Lenthall         | Woodstock               | Rétabli comme speaker en août 1647, il se plie généralement à l'autorité de l'armée parlementaire, et préside le « Parlement croupion » dont les militaires ont expulsé de force leurs opposants. William Lenthall tente d'incarner une voix modérée, et parvient à sauver la vie des royalistes George Goring (earl de Norwich) et William D'Avenant en s'opposant à leur exécution. Le « Parlement croupion » fait néanmoins exécuter le roi et proclame une république parlementaire, où William Lenthall est en principe le plus haut dignitaire de l'État. En réalité, ses prérogatives sont limitées, et c'est un régime militaire qui se met en place ; Oliver Cromwell fait dissoudre l'assemblée en avril 1653, et William Lenthall est expulsé de la chambre par la force des armes. |
| juillet à décembre 1653  | le révérend Francis Rous | Devonshire              | Auteur de traités puritains, il préside le « Parlement décharné », qui n'est pas un vrai parlement car ses membres sont intégralement nommés par un petit comité de militaires. Cette assemblée s'auto-dissout et confie les pleins pouvoirs à Oliver Cromwell. |
| 1654-1655                | William Lenthall         | Oxfordshire             | Préside le premier parlement du Protectorat. |
| 1656-1658                | Thomas Widdrington       | Northumberland          | |
| janvier à mars 1659      | Chaloner Chute           | Middlesex               | Démissionne en raison de sa maladie, et meurt en avril. |
| mars 1659                | Lislebone Long           | Wells                   | Succède à Chaloner Chute, mais démissionne après cinq jours, malade à son tour. |
| mars à avril 1659        | Thomas Bampfylde         | Exeter                  | |
| 1659-1660                | William Lenthall         | Oxfordshire             | Préside le « Long Parlement » restauré, qui se dissout en mars 1660 après avoir posé les fondements d'une restauration de la monarchie. |
| avril à décembre 1660    | Harbottle Grimston       | Colchester              | Préside le « Parlement de la Convention » qui restaure la monarchie. |
| 1661-1671                | Edward Turnour           | Hertford                | |
| février 1673             | Job Charlton             | Ludlow                  | Démissionne pour raisons de santé. |
| 1673-1678                | Edward Seymour           | Totnes                  | Orateur talentueux, il est toutefois noté pour son comportement arrogant et impérieux. Membre prééminent de la faction des Tories qui commence à se constituer, il est néanmoins attaché aux prérogatives du Parlement. |
| avril à mai 1678         | Robert Sawyer            | Wycombe                 | Succède à Edward Seymour lorsque celui-ci tombe malade. |
| 1678-1679                | Edward Seymour           | Totness                 | Élu une nouvelle fois à la présidence lorsque Robert Sawyer à son tour tombe malade. |
| mars à juillet 1679      | William Gregory          | Weobley                 | La Chambre réélit Edward Seymour à sa présidence, mais le roi Charles II refuse de valider son élection, semble-t-il par aversion personnelle. La Chambre conteste le droit du roi d'opposer un veto à leur choix, et insiste pour être présidée par Seymour. Après plusieurs jours de conflit, les deux parties s'accordent sur William Gregory, candidat de compromis. Il préside ainsi l'adoption de la loi d'habeas corpus de 1679. |
| 1680-1681                | William Williams         | Chester                 | Premier Gallois à occuper cette fonction, le pays de Galles ayant été annexé au royaume d'Angleterre au XVIe siècle. Il préside les parlements successifs de 1680 et de 1681 qui tentent en vain d'exclure Jacques, frère du roi, de la succession au trône. |
| 1685-1687                | John Trevor              | Denbigh                 | Membre de la faction tory, il soutient le roi Jacques II, contesté par le Parlement. |
| janvier à février 1689   | Henry Powle              | Windsor                 | Préside le « Parlement de la Convention », assemblé de sa propre initiative puisque la fuite du roi Jacques II en France a laissé le trône vacant. Ce parlement prononce l'abdication du roi, la nécessité que le monarque soit protestant, et invite Guillaume III et Marie II à accéder conjointement au trône. C'est ce parlement qui adopte la Déclaration des droits, étape crucial dans le développement de la monarchie parlementaire. |
| 1690-1695                | John Trevor              | Yarmouth                | Exclu de la Chambre en mars 1695 pour corruption, ayant accepté un pot-de-vin pour faciliter l'adoption d'un projet de loi. |
| 1695-1698                | Paul Foley               | Hereford                | |
| 1698-1700                | Thomas Littleton         | Woodstock               | |
| 1701-1705                | Robert Harley            | New Radnor              | |
| 1705-1707                | John Smith               | Andover                 | Dernier parlement du royaume d'Angleterre, avant la fusion des royaumes d'Angleterre et d'Écosse. John Smith devient alors, en octobre 1707, le premier speaker de la Chambre des communes du Parlement de Grande-Bretagne. |

## Liste des présidents de la Chambre des communes depuis 1707
| Dates       | Nom                      | Parti | Parti              | Circonscription                            | Remarques |
| ----------- | ------------------------ | ----- | ------------------ | ------------------------------------------ | --- |
| 1707-1708   | John Smith               |       | Whig               | Andover                                    | |
| 1708-1710   | Richard Onslow           |       | Whig               | Surrey                                     | Peu apprécié, en raison de son exercice partisan de la fonction, et de sa pédanterie. Chancelier de l'Échiquier de 1714 à 1715. |
| 1710-1713   | William Bromley          |       | Tory               | Oxford University                          | |
| 1714-1715   | Thomas Hanmer            |       | Tory               | Suffolk                                    | Surtout connu pour son édition des œuvres de William Shakespeare. |
| 1715-1727   | Spencer Compton          |       | Whig               | Sussex                                     | Premier ministre de 1742 à 1743. |
| 1728-1761   | Arthur Onslow            |       | Whig               | Surrey                                     | Neveu de Richard Onslow. Record de longévité à la présidence de la Chambre. Renommé pour son intégrité, il parvient à établir l'indépendance de cette fonction vis-à-vis du pouvoir exécutif, renforçant ainsi le rôle du Parlement. |
| 1761-1770   | John Cust                |       | Whig               | Grantham                                   | |
| 1770-1780   | Fletcher Norton          |       | Whig               | Guildford                                  | |
| 1780-1789   | Charles Wolfran Cornwall |       | Whig               | Winchelsea puis Rye                        | |
| 1789        | William Grenville        |       | Whig               | Buckinghamshire                            | Premier ministre de 1806 à 1807. |
| 1789-1801   | Henry Addington          |       | Tory               | Devizes                                    | Premier ministre de 1801 à 1804. |
| 1801-1802   | John Mitford             |       | Tory               | East Looe                                  | Lord chancelier d'Irlande (et donc président ex officio de la Chambre des lords irlandaise) de 1802 à 1806. |
| 1802-1817   | Charles Abbot            |       | Tory               | Helston                                    | |
| 1817-1835   | Charles Manners-Sutton   |       | Tory               | Scarborough puis Cambridge University      | Préside la Chambre lors de l'adoption de la loi de Réforme de 1832, qui libéralise les modalités des élections législatives. |
| 1835-1839   | James Abercromby         |       | Whig               | Edinburgh                                  | |
| 1839-1857   | Charles Shaw-Lefevre     |       | Whig               | North Hampshire                            | |
| 1857-1872   | John Evelyn Denison      |       | Parti libéral      | North Nottinghamshire                      | Connu pour la « règle du Speaker Denison » (en), convention constitutionnelle qui prévoit qu'en cas d'égalité lors d'un vote à la Chambre, le président doive les départager en votant en faveur du statu quo. |
| 1872-1884   | Henry Brand              |       | Parti libéral      | Cambridgeshire                             | Crée la règle permettant au président de clore un débat parlementaire trop long, notamment lorsque des députés tentent de prolonger abusivement les débats pour faire obstruction à l'adoption d'une loi. |
| 1884-1895   | Arthur Wellesley Peel    |       | Parti libéral      | Warwick puis Warwick and Leamington        | Fils de l'ancien Premier ministre Robert Peel. Soutient la réforme controversée qui permet aux agnostiques et aux athées d'être élus députés. |
| 1895-1905   | William Court Gully      |       | Parti libéral      | Carlisle                                   | |
| 1905-1921   | James Lowther            |       | Parti conservateur | Penrith puis Penrith and Cockermouth       | |
| 1921-1928   | John Henry Whitley       |       | Parti libéral      | Halifax                                    | Premier Speaker à refuser d'être anobli à l'issue de son mandat, règle en vigueur depuis 1789. |
| 1928-1943   | Edward FitzRoy           |       | Parti conservateur | Daventry                                   | |
| 1943-1951   | Douglas Clifton Brown    |       | Parti conservateur | Hexham                                     | |
| 1951-1959   | William Morrison         |       | Parti conservateur | Cirencester and Tewkesbury                 | Ministre de l'Agriculture de 1936 à 1939. Gouverneur général d'Australie de 1960 à 1961. |
| 1959-1965   | Harry Hylton-Foster      |       | Parti conservateur | Cities of London and Westminster           | Mort en fonction. |
| 1965-1971   | Horace King              |       | Parti travailliste | Southampton Itchen                         | |
| 1971-1976   | Selwyn Lloyd             |       | Parti conservateur | Wirral                                     | Ministre de la Défense en 1955 ; ministre des Affaires étrangères de 1955 à 1960 (notamment durant la crise du canal de Suez) ; chancelier de l'Échiquier de 1960 à 1962 ; leader de la Chambre des communes (ministre chargé des relations avec la Chambre) de 1963 à 1964. |
| 1976-1983   | George Thomas            |       | Parti travailliste | Cardiff West                               | Issu de la classe ouvrière ; son père travaille dans les mines au pays de Galles. |
| 1983-1992   | Bernard Weatherill       |       | Parti conservateur | Croydon North East                         | S'attache à renforcer l'indépendance de la Chambre vis-à-vis de l'exécutif, et accroît nettement le temps accordé aux simples députés qui souhaitent interpeller les ministres. |
| 1992-2000   | Betty Boothroyd          |       | Parti travailliste | West Bromwich West                         | Fille d'ouvriers. Première femme à occuper cette fonction. Première à choisir de ne pas porter la perruque dans l'exercice de la présidence. |
| 2000-2009   | Michael Martin           |       | Parti travailliste | Glasgow Springburn puis Glasgow North East | Issu de la classe ouvrière. Contraint de démissionner en raison de sa participation au scandale des dépenses des députés. |
| 2009-2019   | John Bercow              |       | Parti conservateur | Buckingham                                 | Premier à ne pas porter les robes traditionnelles de la présidence. Il s'attache à renforcer les droits des députés d'arrière-ban à être entendus. Beaucoup plus souvent que ses prédécesseurs, il permet aux députés d'exiger la présence de ministres dans la Chambre pour les soumettre à leurs questions. À deux reprises en 2019, il permet aux députés d'ôter brièvement à l'exécutif le contrôle de l'ordre du jour parlementaire, pour qu'ils puissent légiférer sur des aspects du Brexit. |
| depuis 2019 | Lindsay Hoyle            |       | Parti travailliste | Chorley                                    | |

### Actuels
- Président : Lindsay Hoyle
  - Chairman of Ways and Means : Eleanor Laing
    - First Deputy Chairman of Ways and Means : Rosie Winterton
      - Second Deputy Chairman of Ways and Means : Nigel Evans

### Note
1. ↑  (en) Speaker John Bercow explains casting vote decision (vidéo), The Guardian, 3 avril 2019. John Bercow, en tant que président de la Chambre, exerce son droit de vote sur une motion pour départager une égalité des voix. C'est la première fois depuis vingt-six ans que le président a à voter ; il applique le précédent défini par Evelyn Denison au XIXe siècle, et l'explique à la Chambre.